# 尼克·斯巴諾
尼克·斯巴諾（英語：Nick Spano，1976年3月16日—）是美國的一位演員，出生在洛杉磯。他最著名的作品是扮演迪士尼頻道電視劇史蒂芬一家中的Donnie Stevens角色。